# Mantoúdi
Mantoúdi är en ort i Grekland.   Den ligger i prefekturen Nomós Evvoías och regionen Grekiska fastlandet, i den östra delen av landet, 90 km norr om huvudstaden Aten. Mantoúdi ligger 54 meter över havet och antalet invånare är 1 794. Den ligger på ön Euboia.
Terrängen runt Mantoúdi är kuperad österut, men västerut är den platt. Havet är nära Mantoúdi åt nordost. Runt Mantoúdi är det ganska glesbefolkat, med 23 invånare per kvadratkilometer. Närmaste större samhälle är Límni, 14,9 km väster om Mantoúdi. I omgivningarna runt Mantoúdi växer i huvudsak barrskog.